# Phacelia pedicellata
Phacelia pedicellata är en strävbladig växtart som beskrevs av Asa Gray. Phacelia pedicellata ingår i Faceliasläktet som ingår i familjen strävbladiga växter. Inga underarter finns listade i Catalogue of Life.